# Fred Hellmich
Fred C. Hellmich est un animateur américain ayant travaillé entre autres aux studios Disney et chez Hanna-Barbera Productions.

## Filmographie
- 1956 : A Cowboy Needs a Horse
- 1957 : The Truth About Mother Goose
- 1959 : Eyes in Outer Space
- 1962 : A Symposium on Popular Songs
- 1966 : Winnie l'ourson et l'Arbre à miel
- 1967 : Le Livre de la jungle
- 1968 : Winnie l'ourson dans le vent
- 1970 : Les Aristochats
- 1971 : L'Apprentie sorcière
- 1972 : Clerow Wilson and the Miracle of P.S. 14
- 1973 : Flipper City
- 1973 : Robin des Bois
- 1973-1974 : Emergency +4 (série d'animation), 23 épisodes
- 1974 : The Nine Lives of Fritz the Cat
- 1975 : Coonskin
- 1977 : Les Aventures de Winnie l'ourson
- 1977 : C B Bears
- 1977 : Halloween Is Grinch Night (en)
- 1977 : Joyeux noël, les Pierrafeu!
- 1978 : Métamorphoses
- 1978 : Challenge of the SuperFriends (en)

- 1981 : Métal hurlant
- 1981 : Pen 'n' Inc.
- 1981 : The Kwicky Koala Show
- 1981 : Trollkins (13 épisodes)
- 1981 : Space Stars
- 1981 : ABC Weekend Specials
- 1981 : Smurfs Springtime Special
- 1982 : Les Schtroumpfs (60 épisodes)
- 1982 : Pac-Man (13 épisodes)
- 1982 : Shirt Tales
- 1982 : Jokebook
- 1983 : My Smurfy Valentine
- 1983 : Alvin et les Chipmunks (13 épisodes)